# Grand Prix automobile d'Espagne 2003
GP précédent GP suivant
Le Grand Prix automobile d'Espagne 2003 (Gran Premio Marlboro de España 2003), disputé sur le circuit de Catalogne à Barcelone en Espagne le 4 mai 2003, est la 702e épreuve de l'histoire du championnat du monde de Formule 1 courue depuis 1950 et la cinquième manche du championnat 2003.

## Classement
| Pos  | N° | Pilote                | Écurie           | Tours | Temps/Abandon                      | Grille | Points |
| ---- | -- | --------------------- | ---------------- | ----- | ---------------------------------- | ------ | ------ |
| 1    | 1  | Michael Schumacher    | Ferrari          | 65    | 1 h 33 min 46 s 933 (196,620 km/h) | 1      | 10     |
| 2    | 8  | Fernando Alonso       | Renault          | 65    | + 5 s 716                          | 3      | 8      |
| 3    | 2  | Rubens Barrichello    | Ferrari          | 65    | + 18 s 001                         | 2      | 6      |
| 4    | 3  | Juan Pablo Montoya    | Williams-BMW     | 65    | + 1 min 02 s 022                   | 9      | 5      |
| 5    | 4  | Ralf Schumacher       | Williams-BMW     | 64    | + 1 tour                           | 7      | 4      |
| 6    | 21 | Cristiano da Matta    | Toyota           | 64    | + 1 tour                           | 13     | 3      |
| 7    | 14 | Mark Webber           | Jaguar-Cosworth  | 64    | + 1 tour                           | 12     | 2      |
| 8    | 12 | Ralph Firman          | Jordan-Ford      | 63    | + 2 tours                          | 15     | 1      |
| 9    | 17 | Jenson Button         | BAR-Honda        | 63    | + 2 tours                          | 5      |        |
| 10   | 9  | Nick Heidfeld         | Sauber-Petronas  | 63    | + 2 tours                          | 14     |        |
| 11   | 18 | Justin Wilson         | Minardi-Cosworth | 63    | + 2 tours                          | 18     |        |
| 12   | 19 | Jos Verstappen        | Minardi-Cosworth | 62    | + 3 tours                          | 19     |        |
| Abd. | 11 | Giancarlo Fisichella  | Jordan-Ford      | 43    | Moteur                             | 17     |        |
| Abd. | 20 | Olivier Panis         | Toyota           | 41    | Boîte de vitesses                  | 6      |        |
| Abd. | 10 | Heinz-Harald Frentzen | Sauber-Petronas  | 38    | Suspension                         | 10     |        |
| Abd. | 5  | David Coulthard       | McLaren-Mercedes | 17    | Collision                          | 8      |        |
| Abd. | 16 | Jacques Villeneuve    | BAR-Honda        | 12    | Panne électrique                   | 11     |        |
| Abd. | 7  | Jarno Trulli          | Renault          | 0     | Collision                          | 4      |        |
| Abd. | 15 | Antônio Pizzonia      | Jaguar-Cosworth  | 0     | Contrôleur de lancement            | 16     |        |
| Abd. | 6  | Kimi Räikkönen        | McLaren-Mercedes | 0     | Collision                          | 20     |        |

## Pole position et record du tour
- Pole position : Michael Schumacher en 1 min 17 s 762
- Tour le plus rapide : Rubens Barrichello en 1 min 20 s 143 au 52e tour.

## Tours en tête
- Michael Schumacher : 60 (1-18 / 21-35 / 38-49 / 51-65)
- Rubens Barrichello : 2 (19-20)
- Fernando Alonso : 3 (36-37 / 50)

## Statistiques
- 66e victoire pour Michael Schumacher.
- 161e victoire pour Ferrari en tant que constructeur.
- 161e victoire pour Ferrari en tant que motoriste.
- 1ers points pour Cristiano da Matta.
- 1er et unique point pour Ralph Firman.
- La course est neutralisée du tour no 1 au tour no 5 en raison de l'accrochage entre Kimi Räikkönen et Antônio Pizzonia.